# Saint-Firmin-sur-Loire
Saint-Firmin-sur-Loire és un municipi francès, situat al departament del Loiret i a la regió de Centre – Vall del Loira. L'any 2007 tenia 513 habitants.

## Demografia

### Població
El 2007 la població de fet de Saint-Firmin-sur-Loire era de 513 persones. Hi havia 241 famílies, de les quals 80 eren unipersonals (40 homes vivint sols i 40 dones vivint soles), 89 parelles sense fills, 56 parelles amb fills i 16 famílies monoparentals amb fills.
La població ha evolucionat segons el següent gràfic:
Habitants censats

### Habitatges
El 2007 hi havia 337 habitatges, 243 eren l'habitatge principal de la família, 75 eren segones residències i 18 estaven desocupats. 331 eren cases i 4 eren apartaments. Dels 243 habitatges principals, 203 estaven ocupats pels seus propietaris, 26 estaven llogats i ocupats pels llogaters i 14 estaven cedits a títol gratuït; 1 tenia una cambra, 20 en tenien dues, 42 en tenien tres, 73 en tenien quatre i 107 en tenien cinc o més. 173 habitatges disposaven pel capbaix d'una plaça de pàrquing. A 120 habitatges hi havia un automòbil i a 101 n'hi havia dos o més.

### Piràmide de població
La piràmide de població per edats i sexe el 2009 era:
| Homes | Edats   | Dones |
| ----- | ------- | ----- |
| 4     | 95 o +  | 0     |
| 0     | 90 a 94 | 4     |
| 4     | 85 a 89 | 4     |
| 4     | 80 a 84 | 4     |
| 12    | 75 a 79 | 12    |
| 20    | 70 a 74 | 20    |
| 12    | 65 a 69 | 12    |
| 8     | 60 a 64 | 4     |
| 16    | 55 a 59 | 8     |
| 8     | 50 a 54 | 16    |
| 32    | 45 a 49 | 16    |
| 36    | 40 a 44 | 32    |
| 16    | 35 a 39 | 20    |
| 8     | 30 a 34 | 20    |
| 16    | 25 a 29 | 8     |
| 16    | 20 a 24 | 16    |
| 28    | 15 a 19 | 24    |
| 16    | 10 a 14 | 16    |
| 12    | 5 a 9   | 16    |
| 8     | 0 a 4   | 12    |

## Economia
El 2007 la població en edat de treballar era de 328 persones, 253 eren actives i 75 eren inactives. De les 253 persones actives 241 estaven ocupades (128 homes i 113 dones) i 12 estaven aturades (3 homes i 9 dones). De les 75 persones inactives 33 estaven jubilades, 20 estaven estudiant i 22 estaven classificades com a «altres inactius».

### Ingressos
El 2009 a Saint-Firmin-sur-Loire hi havia 233 unitats fiscals que integraven 516 persones, la mediana anual d'ingressos fiscals per persona era de 19.165 €.

### Activitats econòmiques
Dels 10 establiments que hi havia el 2007, 7 eren d'empreses de construcció, 1 d'una empresa de comerç i reparació d'automòbils, 1 d'una empresa immobiliària i 1 d'una empresa classificada com a «altres activitats de serveis».
Dels 3 establiments de servei als particulars que hi havia el 2009, 1 era un guixaire pintor, 1 fusteria i 1 electricista.
L'any 2000 a Saint-Firmin-sur-Loire hi havia 19 explotacions agrícoles que ocupaven un total de 1.240 hectàrees.

## Poblacions més properes
El següent diagrama mostra les poblacions més properes.